# Jonathan Davies (cónego)
Jonathan Davies, FRS (c. 1736 - 1809) foi um professor inglês e sacerdote anglicano, cónego de Windsor de 1782 a 1791.

## Carreira
Ele foi educado no King's College, Cambridge, recebendo um MA em 1736.
Ele foi nomeado:
- Diretor do Eton College, Berkshire 1773–1792
- Reitor de Scaldwell, Northamptonshire, 1774
- Provost do Eton College, 1791-1809

Ele foi nomeado para a oitava bancada na Capela de São Jorge, Castelo de Windsor em 1782 e ocupou a posição até 1791. Ele foi eleito membro da Royal Society em 1789.
Ele morreu em 1809 e foi enterrado na capela do Eton College.